# Dicheranthus plocamoides
Dicheranthus plocamoides är en nejlikväxtart som beskrevs av Philip Barker Webb. Dicheranthus plocamoides ingår i släktet Dicheranthus och familjen nejlikväxter. Inga underarter finns listade i Catalogue of Life.